# Wincenty Budrewicz
Wincenty Budrewicz (ur. w 1795 w Kiejdanach, zm. w Panafidynie koło Tweru) – polski zesłaniec, filomata i filareta.

## Życiorys
Absolwent matematyki Cesarskiego Uniwersytetu Wileńskiego z 1820. W czasie studiów wstąpił do filomatów, a potem do filaretów. Za przynależność do obu organizacji zesłany do europejskich guberni Rosji, gdzie pracował jako nauczyciel matematyki, fizyki i łaciny.

## Literatura dodatkowa
- Henryk Mościcki: Budrewicz Wincenty. W: Polski Słownik Biograficzny. T. 3: Brożek Jan – Chwalczewski Franciszek. Kraków: Polska Akademia Umiejętności – Skład Główny w Księgarniach Gebethnera i Wolffa, 1937, s. 100. Reprint: Zakład Narodowy im. Ossolińskich, Kraków 1989, ISBN 83-04-03291-0